# Gertjan Kroon
J. Gertjan Kroon (Enkhuizen, 9 april 1947) is een Nederlands ingenieur en was vanaf 2002 tot en met 30 april 2010 directeur van het GVB, voorheen het Gemeentevervoerbedrijf, in Amsterdam.
Na de middelbare school in Alphen aan den Rijn studeerde Kroon vliegtuigbouwkunde aan de Technische Universiteit Delft, waar hij afstudeerde op Industriële Organisatie van Jan in 't Veld. In zijn militaire dienst was hij commandant van een rupsverkenningspeloton in Seedorf in Duitsland.
In 1975 trad hij in dienst bij de Technische Dienst van de KLM, waar zijn laatste functie bedrijfsleider Groot Onderhoud was. In 1982 stapte hij over naar Fokker, waar hij onder andere werkte als directeur van Fokker Special Products bv, Programmaleider Fokker 100, directeur productie en lid van de raad van bestuur. Van 1997 tot 2001 was hij directeur van de Röntgen Technische Dienst BV, dat materiaalonderzoek doet voor de olie- en gasindustrie. Op 1 januari 2002 trad hij in dienst van GVB Amsterdam als algemeen directeur en volgde daarmee André Testa op.
Tijdens de GVB-nieuwjaarsspeech van 2010 maakt Kroon bekend per 30 april 2010 GVB te verlaten en vanaf 1 mei aan de slag te gaan als directeur van Trans Link Systems, de organisatie achter de OV-chipkaart.
Gertjan Kroon doet aan zweefvliegen en is 7 jaar voorzitter van de Stichting Nationaal Zweefvliegcentrum Terlet SNZT geweest. Hij is gehuwd en heeft een dochter.